# António Oliveira Zina
António de Oliveira Zina (??? — Rio de Janeiro, Brasil, 3 de dezembro de 1909) foi um político e bem-feitor de Valongo.

## Biografia
A presidência de João Rodrigues Alves, eleito em 1884, foi amplamente criticada pela população da vila de Valongo, por alguns vereadores e até pela comunidade valonguense do Rio de Janeiro, que, em maio de 1885, enviou um documento assinado por 37 indivíduos para apoiar o protesto dos habitantes da vila. António de Oliveira Zina era um dos habitantes descontentes, tendo inclusive questionado formalmente a câmara quanto ao custo exorbitante da estrada que liga Valongo a Cabeda.
António de Oliveira Zina foi então eleito Presidente da Câmara de Valongo na sessão de 2 de janeiro de 1886. Durante o seu primeiro mandato tentou diminuir a corrupção e extinguiu alguns postos de trabalho, por considerar que havia "pessoal a mais para o desempenho dos serviços que lhes são inerentes".
Foi ainda reeleito para o triénio 1887-1889 e para o triénio 1889-1892, tendo sempre mantido a sua política anti-corrupção. Em 1890, criticou fortemente o Ultimato inglês, que prejudicava os esforços coloniais de Portugal e abalava a credibilidade da família real, mantendo no entanto uma posição pró-monarquia.
A 4 de janeiro de 1893 foi substituído por Francisco da Costa, eleito presidente da Câmara para o triénio 1893-1895. Acabou por morrer sem descendentes a 3 de dezembro de 1909,  no Rio de Janeiro, tendo deixado 1000$000 reis para a fundação de um teatro em Valongo e 200$000 em títulos de dívida pública a favor da junta.
Os seus herdeiros pagariam ainda pela construção de uma avenida que se viria a chamar Avenida Oliveira Zina, em sua homenagem, inaugurada em 1916, e ainda hoje carregando o seu nome.